# (11206) Bibee
(11206) Bibee (1999 FR29) – planetoida z grupy pasa głównego asteroid okrążająca Słońce w ciągu 4,29 lat w średniej odległości 2,64 j.a. Odkryta 19 marca 1999 roku.